# Kirche von Zypern

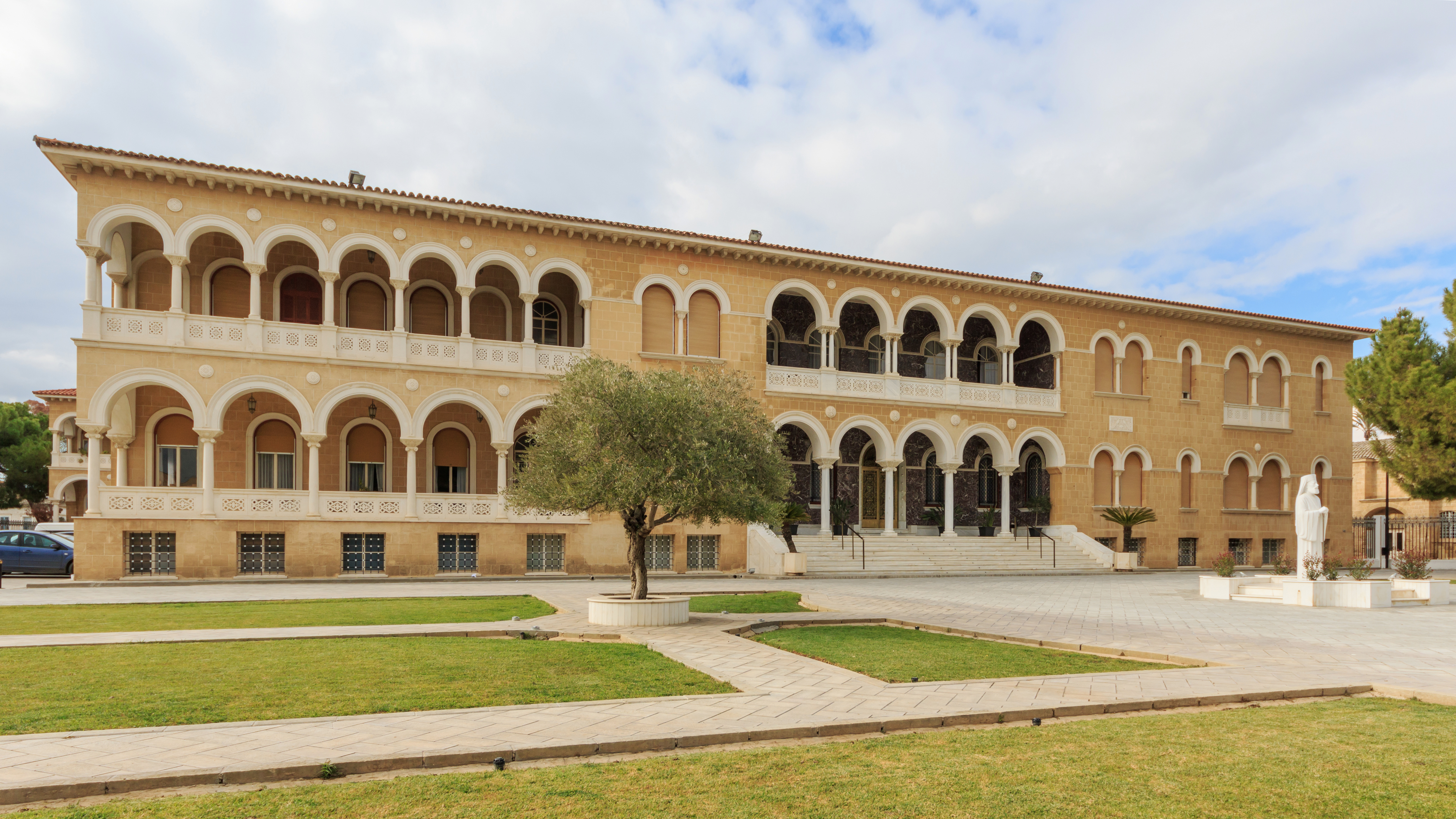
Erzbischof-Palast in Nikosia

Die Kirche von Zypern (griechisch Εκκλησία της Κύπρου, türkisch Kıbrıs Kilisesi, englisch Church of Cyprus) ist die orthodoxe Kirche in Zypern. Ihrem eigenen Verständnis nach wurde sie von den Aposteln Paulus von Tarsus und Barnabas bereits im Jahr 45 auf der Insel gegründet. Sie gilt als eine der Kirchen der sieben Konzilien der orthodoxen Kirche, eine rechtlich selbständige, aber in voller Kirchengemeinschaft stehende Kirche mit gemeinsamer, an den sieben ökumenischen Konzilien zwischen dem ersten und dem zweiten Konzil von Nicäa definierter Theologie und im Wesentlichen gemeinsamer Liturgie, aber unterschiedlichen Sprachen. Die Kirche gliedert sich in ein Erzbistum, fünf Metropolien und elf Klöster. Der Hauptsitz der Kirchenverwaltung befindet sich in Nikosia.

## Geschichte
Das Konzil von Ephesos (3. Ökumenisches Konzil), das 431 n. Chr. in der kleinasiatischen Stadt Ephesos stattfand, erklärte die Kirche von Zypern als autokephal. Wenig später gestand der byzantinische Kaiser dem Erzbischof der Kirche Zyperns für die damalige Zeit sehr umfangreiche Rechte zu. Der Erzbischof durfte fortan statt eines Hirtenstabs ein Zepter tragen.
Nach wechselvoller Geschichte gelang es Makarios III., von 1950 bis 1977 Erzbischof und Ethnarch von Zypern, die Insel Anfang der 1960er Jahre aus der britischen Herrschaft zu führen und die Macht der Kirche in Zypern zu festigen – er wurde zum ersten Staatschef des unabhängigen Zypern gewählt. Geistliches und weltliches Amt übte er bis zu seinem Tod 1977 parallel aus. Nach wie vor soll die Kirche großen politischen Einfluss haben. Die Kirche lehnte ab 2002 den Friedensplan des damaligen UN-Generalsekretärs Kofi Annan zur Wiedervereinigung des türkischen und griechischen Teils der Insel ab und bezeichnete ihn als Werk des Teufels.
In Nachfolge von Chrysostomos I. war seit November 2006 Chrysostomos II. (Englistriotis) Erzbischof von Nea Justinianopolis und ganz Zypern. Im Oktober 2020 nannte Metropolit Chrysostomos II. den Metropoliten der Orthodoxen Kirche der Ukraine, Epiphanius, im Diptychon und erkannte damit die Orthodoxe Kirche der Ukraine an. Im November 2020 billigte der Heilige Synod mehrheitlich, nicht einstimmig, diesen Schritt.
Am 7. November 2022 starb Chrysostomos II., seine Beerdigung fand am 12. November 2022 in Nikosia statt.
Zum derzeitigen Metropoliten wurde am 24. Dezember 2022 Georgios III. gewählt und am 8. Januar 2023 inthronisiert.

## Heiliger Synod von Zypern
Der Heilige Synod besteht laut eigenen Angaben aktuell aus 17 Mitgliedern; die Anzahl hat sich in den letzten Jahren und Jahrzehnten mehrfach geändert:
- Erzbischof der Orthodoxen Kirche Zyperns und von Nea Justinianopolis
- Metropolit von Paphos
- Metropolit von Kition (Larnaka)
- Metropolit von Kyrenia
- Metropolit von Limassol
- Metropolit von Morphou
- Metropolit von Constantia-Ammochostos (Famagusta)
- Metropolit von Kykkos-Tillyrien
- Metropolit von Tamassos (Limassol)
- Metropolit von Trimythos

sowie dem
- Weihbischof von Salamis
- Weihbischof von Karpasia
- Weihbischof von Arsinoe
- Weihbischof von Amathus

sowie dem
- Bischof von Ledra (Abt des Klosters Machaeras)
- Bischof von Chytrus (Abt des Klosters St. Neophytos)
- Bischof von Mesaoria

## Vermögen
Die zyprische Kirche ist der größte Eigentümer von Grundbesitz in Zypern, der auch unter jahrhundertelanger Fremdherrschaft zusammengehalten wurde. Während der osmanischen Herrschaft war die Kirche auf Zypern für die Einnahme der Steuern zuständig.
Staatsschuldenkrise im Euroraum
Zu Beginn der zyprischen Finanzkrise hielt die Kirche Anteile an zahlreichen Unternehmen auf der Insel, wie den Fernsehsender Mega TV, an der Vassiliko-Zementfabrik, an Hotels und Apartments und circa 20 Prozent des Getränkeabfüllers KEO. Die Aktiva werden auf einige Dutzend Millionen Euro geschätzt. Die orthodoxe Kirche in Zypern genießt besondere Steuerprivilegien. 2012 kam es zu einer Vereinbarung mit der Regierung, dass die Kirche auf künftige Grundstückstransaktionen Steuern zu entrichten hat.
Die orthodoxe Kirche besitzt rund ein Viertel der Anteile an der Hellenic Bank, der drittgrößten zyprischen Bank. Im Dezember 2012 hielt die Kirche zusätzlich 3 % der größten zyprischen Bank, der Bank of Cyprus.
Nach der Ablehnung der geforderten Abgabe auf Bankeinlagen für das 10-Milliarden-Hilfspaket aus dem Krisenfonds ESM am 19. März 2013 durch das zyprische Parlament bot Erzbischof Chrysostomos II. bei einem Treffen mit Präsident Nikos Anastasiades an: „Der gesamte Reichtum der Kirche steht dem Land zur Verfügung, damit wir auf unseren eigenen zwei Füßen stehen können und nicht auf denen von Ausländern.“ Das Nein des Parlaments zum EU-Rettungspaket sei eine „starke Botschaft, dass man uns nicht zum Narren halten kann“, betonte er. Chrysostomos II. wollte den Wert des Kirchenbesitzes nicht genau beziffern, bot aber an, eine Hypothek auf ihre Besitztümer aufzunehmen, um damit den Kauf von Staatsanleihen zu ermöglichen. Tage zuvor hatte er mit nationalistischen Untertönen zum Austritt aus der Eurozone aufgerufen. Nach der Einigung auf ein Rettungspaket für das zyprische Finanzsystem teilte Chrysostomos II. am 25. März 2013 mit, dass die Kirche dabei Verluste von 100 Millionen Euro erwartet. Die Hellenic Bank, an der die Kirche größere Anteile besitzt, war von den Restrukturierungsmaßnahmen nicht betroffen.